# Diogo Velho Cavalcanti de Albuquerque
Diogo Velho Cavalcanti de Albuquerque, Visconde de Cavalcanti GCC • GCNSC (Pilar, 9 de novembro de 1829 — Juiz de Fora, 14 de junho de 1899) foi um advogado e político brasileiro.

## Biografia
Filho do senhor de engenho Diogo Cavalcanti de Albuquerque e de Ângela Sofia Cavalcanti Pessoa, cursou o ensino primário em Pilar e o secundário no Liceu Paraibano, formando-se em direito pela Escola do Recife em 1852.
Foi promotor público em Areia e diretor da Instrução Pública da província da Paraíba (cargo que corresponde hoje ao de Secretário da Educação). Assumiu também o Ministério da Agricultura, Comércio e Obras Públicas (ver Gabinete Itaboraí de 1868) e o Ministério da Justiça (ver Gabinete Caxias de 1875), além de dirigir o Ministério dos Estrangeiros.
Foi presidente das províncias do Piauí, de 5 de novembro de 1859 a 1 de maio de 1860, do Ceará, de 27 de agosto de 1868 a 24 de abril de 1869, e de Pernambuco, de 10 de novembro de 1870 a ? de 1871.
Foi responsável pela construção da Estrada de Ferro Conde d'Eu na Paraíba, que ligava Cabedelo a Alagoa Grande, e pela extensão da linha telegráfica de Recife a João Pessoa.
Além de elaborar relatórios e pareceres para o império, foi o autor de uma monografia que apresentava os primeiros anos da república brasileira intitulado "Notice generale sur les principales lois promulgués au Brésil de 1891 a 1894".
Marcou o primeiro registro fonográfico do Brasil em 1889, após uma amostra de sua voz ser gravada em um disco cilíndrico.
Foi Grã-Cruz da Ordem Militar de Cristo de Portugal e da Ordem de Nossa Senhora da Conceição de Vila Viçosa.
Foi casado com Amélia Machado de Coelho e Castro (1852 - 1946), futura Viscondessa de Cavalcanti, que se destacava por sua beleza e inteligência. Foi a sexta mulher a ingressar no Instituto Histórico e Geográfico de São Paulo, e autora do "Catálogo Brasileiras e das Estrangeiras referentes ao Brasil", testemunho de seu interesse pela numismática. O Museu Mariano Procópio possui sala dedicada a ela, onde estão expostas a sua coleção de moedas e objetos pessoais.

## Academia Paraibana de Letras
É patrono da cadeira 13 da Academia Paraibana de Letras, que tem como fundador João Ribeiro da Veiga Pessoa Júnior. Atualmente é ocupada por José Gláucio Veiga.

## Prêmios
- Grã-Cruz da Ordem de Cristo

- Grã-Cruz da Ordem de Nossa Senhora da Conceição de Vila Viçosa